# Río Ges
El río Ges es un afluente del Ter que nace en la sierra de Santa Magdalena, en la comarca de Osona, y desemboca después de un corto recorrido de unos 19 kilómetros en dirección sudoeste en la orilla izquierda del Ter, después de atravesar la ciudad de Torelló.
La razón de su importancia radica en las características de su valle, el valle del Ges, que ha dado lugar al Consorcio del valle del Ges, Orís y Bisaura (Consorci de la vall del Ges, Orís y Bisaura) formada por nueve municipios, algunos de ellos fuera de la cuenca del propio río, la Asociación Medioambiental Vall del Ges, que engloba los tres municipios inferiores de la cuenca del río, y lo que se conoce como Vall de Torelló, que engloba estos mismos municipios y que generalmente se denomina Vall del Ges.
El río Ges tiene una cuenca de unos 250 km², aunque la denominada vall del Ges tiene menos de 100 km². Su recorrido es de menos de 20 km, pero desde donde nace el río con su nombre, en la confluencia de dos afluentes, solo hay unos 10 km hasta su unión con el río Ter.

## Primeros kilómetros en el Ripollés
El río Ges adquiere este nombre de la unión del torrente de las Flores y la riera de Siuret, en los aledaños de la localidad de Vidrá. La riera de Siuret, que discurre de este a oeste, nace en el coll de Siuret (1.297 m), y el torrente de las Flores, que discurre de norte a sur, en el pico del Obiol (Puig de l’Obiol, 1.541 m), que separa las sierras de Milany, al oeste, y Santa Magdalena, al este, y es la máxima altitud de la cuenca. El primer núcleo habitado de la cuenca es Siuret, sobre la riera de su nombre, y el siguiente es Vidrá, pero lo único que vislumbra el río de Vidrá, elevado en la solana del valle, es el camping. Enseguida, y ya con el nombre de Ges, recibe, siempre por su izquierda, a la riera de Torrents, junto al Molí Nou, y cien metros más abajo a la riera de Sant Bartomeu o riera de Vila Vella, que discurre de este a oeste a los pies de la sierra de Curull y nace en la fuente Tornadissa, cerca del coll de Manter y la cima del Puigsacalm (1.514 m), uno de los picos más emblemáticos de la zona por sus elevados precipicios.

## La Tosca de Degollats y el Forat Micó

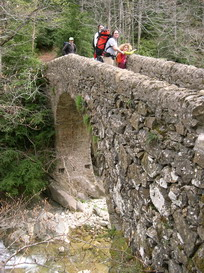
Puente de Salgueda

Poco después de esta unión, se interna en un profundo barranco, con hayedos a su izquierda y robles a la derecha de su curso, y pasa bajo el viejo puente románico de Salgueda, de una sola arcada, por donde cruza el camino PR C-47, que procede de Vidrá y sigue desde ahora el valle del Ges hasta Torelló. Apenas un kilómetro después, el río se despeña por un cantil rocoso conocido como Salt del Molí de Salt, Salto del Molino de Salgueda e incluso Salt del Molí Vell, de unos 30 m de altura, bajo el cual forma una balsa muy visitada por la belleza del entorno. Continúa atravesando un profundo valle conocido como Tosca de Degollats, bajo el Turó de Degollats (989 m), recibe al torrente de la Salgueda por la izquierda, pasa bajo una casa rural conocida como La Vall, a su derecha y se abre paso por una profunda garganta conocida como Forat Micó, que separa las sierras de Bellmunt, a su derecha (oeste), y Curull, a su izquierda (este). En esta garganta de unos 500 m de longitud, se ha construido una pequeña presa y una captación de agua para abastecer a San Pedro de Torelló y otras poblaciones de la comarca osonenca.
En cuanto abandona los contrafuertes de las sierras de Curull y Bellmunt, entre las cuales se abre el tajo del Forat Micó, el Ges pasa bajo la carretera BV-5224 y gira hacia el oeste por un valle algo más amplio, pasa bajo otro puente románico muy pequeño, el pont de la Riera, en una zona de interés natural, sigue junto a una zona de acampada, pasa junto a la casa de colonias El Molí de la Riera y cruza bajo el puente construido en San Pedro de Torelló para acceder a la urbanización de La Riera.

## La riera Fornès, principal afluente
Poco después recibe al que ha de ser su afluente más importante, el Fornès, que tiene unos 10 km de longitud y nace en la sierra de Llancers, una alineación de tres picos de unos 1.200 m del altitud y de la confluencia de varios torrentes que se originan en la parte septentrional de la sierra de Cabrera, bajo los picos de Eugasa (1.015 m) y Freixeneda (1.103 m). A occidente de la sierra de Llancers y bajo la collada de Bracons, que separa esta sierra de las de Curull y Puigsacalm, y al norte del río se encuentra el bosque de la Grevolosa, formado por hayas centenarias de un tamaño insólito en la región, en un valle en el cual la resonancia formada por las copas de los árboles es tan perfecta que una vez al año se celebra un concierto de música clásica. Por debajo del bosque se encuentra la ermita de Sant Nazari, junto a un bosque de robles centenarios muy degradado. Poco después de que el torrente de la Grevolosa se una al Fornès atraviesa la carretera C-37 o Eix Vic-Olot, que penetra en la montaña por los túneles de Bracons, y enseguida pasa junto al núcleo urbano de Sant Andreu de la Vola, que forma parte del municipio de San Pedro de Torelló, y apenas tiene una veintena de habitantes.

## El valle de Torelló
Desde San Pedro se ha construido un canal de captación de aguas residuales que sigue a la derecha del río hasta Torelló. Poco después de recibir al río Fornés, el Ges pasa bajo otro viejo puente, el de Targarona. Un par de kilómetros después pasa por el término de San Vicente de Torelló, unos 200 m al sur de la población, cruza bajo el puente del ferrocarril Barcelona-Puigcerdá, atraviesa Torelló bajo los puentes de Malianta y de Torelló, plenamente canalizado para evitar inundaciones como la del año 1940, y desemboca en el río Ter.
Hasta Forat Micó, el bosque es de ribera, con chopos, alisos y sauces preferentemente, aunque también hay especies invasoras como los plátanos y las acacias, rodeados de campos de cultivo donde se plantan cereales o maíz. En esta zona se han instalado varias colonias de patos y garzas grises y blancas. Después de San Pedro, hacia el norte, hay algunos prados. Entra en la zona de las montañas rodeado de encinas y robles y, río arriba, una vez cruzado el Forat Micó, los robles, en la solana, y las hayas, en la umbría son dominantes, con algunos fresnos, tilos y arces, en un entorno de paisaje y clima oceánicos que nada tiene que ver con el ambiente mediterráneo. Por último, en la zonas altas de las sierras de Curull, Santa Magdalena, Milany y Puigsacalm, donde las pendientes no son tan abruptas, se mantienen prados de montaña dedicados a la ganadería vacuna.

## La inundación de 1940
El río Ges pasó tristemente a los anales de la historia por la grave inundación que provocó 46 muertos en Torelló después de una noche de intensas lluvias en todo el ámbito de su cuenca. La inundación tuvo lugar la noche del 17 al 18 de octubre de 1940. Las aguas arrastraron troncos de árboles y malezas que se encallaron en el puente del ferrocarril, apenas a un kilómetro de la población. Cuando las aguas consiguieron pasar, habían alcanzado una altura de cinco metros y se desbordaron por los lados del puente, invadiendo las calles de la localidad. Al ser la mayor parte de las casas de tapia, muchas de hundieron, atrapando dentro a sus habitantes, con el resultado de 46 muertos, 15 desaparecidos y 52 heridos. A raíz de este suceso, el puente del ferrocarril se elevó notablemente y el río se canalizó con dos altos muros a su paso por la población.

## Camino del Ges
El PR C-47, denominado Camí Vora Ges, es un itinerario que sigue el curso del río Ges entre las poblaciones de Torelló y Vidrá, pasando por lugares como la Fontsanta y el desfiladero de Forat Micó. Desde aquí, cruza, la Tosca de Degollats, el salto del Molino y el Puente del Molino, a través de bosques de hayas muy bien conservados.

## Coordenadas
Nacimiento: 42°08′09″N 2°19′03″E / 42.135826, 2.317519

Desembocadura: 42°02′39″N 2°15′25″E / 42.044091, 2.256895